# Kojiki

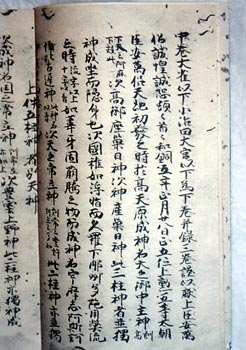
Kojiki, Shinpukuji-Manuskript

Das Kojiki (jap. 古事記, dt. „Aufzeichnung alter Geschehnisse“), selten auch in Kun-Lesung Furukotofumi, beschreibt die Mythologie und Frühgeschichte Japans vom mythischen Zeitalter der Götter bis zur Zeit der Kaiserin Suiko. Es diente zur damaligen Zeit in erster Linie der Legitimation des Herrscherhauses. Es ist nicht nur die erste umfangreiche schriftliche Quelle Japans, sondern beinhaltet auch die ersten Zeugnisse der japanischen Sprache (Altjapanisch). Zwar ist der Großteil des Texts in klassischem Chinesisch verfasst, aber an einigen Stellen, insbesondere poetischen Passagen, werden die Schriftzeichen nicht in ihrem Sinn, sondern mit ihrem Lautwert zur Bezeichnung des damals gesprochenen Japanisch verwendet. Ältere überlieferte Zeugnisse sind nur einige von Japanern auf klassischem Chinesisch verfasste Texte, nämlich buddhistische religiöse Abhandlungen und Regierungsedikte.

## Übersicht
Das Kojiki wurde von Ō no Yasumaro, einem Schriftgelehrten bei Hofe, um das Jahr 712 niedergeschrieben und in drei Faszikel unterteilt. Diktiert wurde der Text vom Traditionsmeister Hieda no Are, einem Vertrauten Kaiser Temmus, der auf dessen Auftrag hin die japanische Mythologie auswendig lernte. Dabei ist unklar, ob Hieda no Are ein Mann oder eine Frau war, der Name lässt beide Möglichkeiten zu.
Das Kojiki beschreibt im ersten Faszikel die Entstehung des Himmels und der Erde (also Japan), die vom Urgötterpaar Izanagi und Izanami „gezeugt“ wurden. Die bekanntesten Kinder des Urgötterpaares sind die Sonnengöttin Amaterasu und ihr Bruder Susanoo, der teilweise als Sturmgott, teilweise als Trickster-Gestalt auftritt und nach einem Konflikt mit seiner Schwester auf die Erde und schließlich ins Totenreich hinabsteigt. Auch Amaterasus Enkel Ninigi steigt zur Erde herab und begründet die Dynastie der japanischen Tennō (die ihren Stammbaum bis heute in direkter Linie auf die Sonnengöttin zurückführen). Die beiden letzten Faszikel sind den Regierungsperioden der einzelnen Tennos gewidmet, doch auch hier sind die meisten Erzählungen, vor allem des zweiten Faszikels, wohl eher dem mythologischen Bereich zuzuordnen.
Im Jahr 720 entstand das Nihonshoki, ein Werk ähnlichen Inhalts, das hingegen vollständig auf Chinesisch geschrieben ist und sich ausführlicher und stärker an realen historischen Daten orientiert. Das Nihonshoki galt lange als die bedeutendere Quelle. Erst durch die Studien von Motoori Norinaga (1730–1801), durch die vor allem die urtümliche Sprache des Kojiki hervorgehoben wurde, erfuhr dieses Werk eine neue Wertschätzung. In der Schule der Kokugaku wurde es als wahre, unfehlbare Quelle aufgefasst und als zentrale Schrift für den in der gleichen Zeit konstruierten Shintō funktionalisiert. Nach der Meiji-Restauration 1868 diente es als Vorlage beim Aufbau des Staates und des Staats-Shintō. Einige der shintoistisch geprägten Neuen Religionen betrachten das Kojiki als heilige Schrift, obwohl der traditionelle Shintō keine heiligen Schriften kennt.
Die erste deutsche Übersetzung erfolgte 1901 durch Karl Florenz in Auszügen. 1976 brachte Iwao Kinoshita nach einer Neuedition des japanischen Textes (1940) und dessen Transliteration (1940) als dritten Band eine vollständige Übersetzung heraus. 2012 legte Klaus Antoni eine Neuübersetzung mit umfangreicher Kommentierung vor.